# Porte Sanqualis
La Porte Sanqualis (latin : Porta Sanqualis) est une des portes du mur servien, située entre la Porte Fontinale et la Porte Salutaris à Rome.

## Localisation
La porte se situe sur le Quirinal, sur la collis Mucialis, au sud du temple de Semo Sancus Didius Fidius, divinité d'origine sabine dont elle tient son nom, près de l'actuelle Piazza Magnanapoli.

## Description
Les vestiges de la porte près du Largo  Magnanapoli, des blocs de tuf sur trois étages, indiquent qu'elle a un plan allongé et comprend une petite cour intérieure.
Juste au-delà de la porte, le long du tracé du mur, ont été retrouvés les vestiges d'une voûte de tuf, aujourd'hui intégrés dans le hall du Palazzo Antonelli. Cette structure, similaire à celle observée près de la Porte Raudusculane, a pu servir pour supporter une arme de jet de type baliste ou catapulte. Les techniques de construction utilisées pour construire la structure en voûte permet de dater la construction en 87 av. J.-C. mais à cette époque, la ville s'étend sur le Champ de Mars, bien en avant de la porte. Il doit donc s'agir d'une restauration entreprise dans le cadre de la guerre civile opposant Marianistes et Syllaniens.